# Вид (Калифорнија)
Вид (енгл. Weed) град је у америчкој савезној држави Калифорнија. По попису становништва из 2010. у њему је живело 2.967 становника.

## Демографија
Према попису становништва из 2010. у граду је живело 2.967 становника, што је 11 (0,4%) становника мање него 2000. године.
| Група             | 2000.         | 2010.         |
| Белци             | 2.013 (67,6%) | 1.950 (65,7%) |
| Афроамериканци    | 276 (9,3%)    | 206 (6,9%)    |
| Азијати           | 136 (4,6%)    | 121 (4,1%)    |
| Хиспаноамериканци | 380 (12,8%)   | 475 (16,0%)   |
| Укупно            | 2.978         | 2.967         |